# Coenraad Kerbert

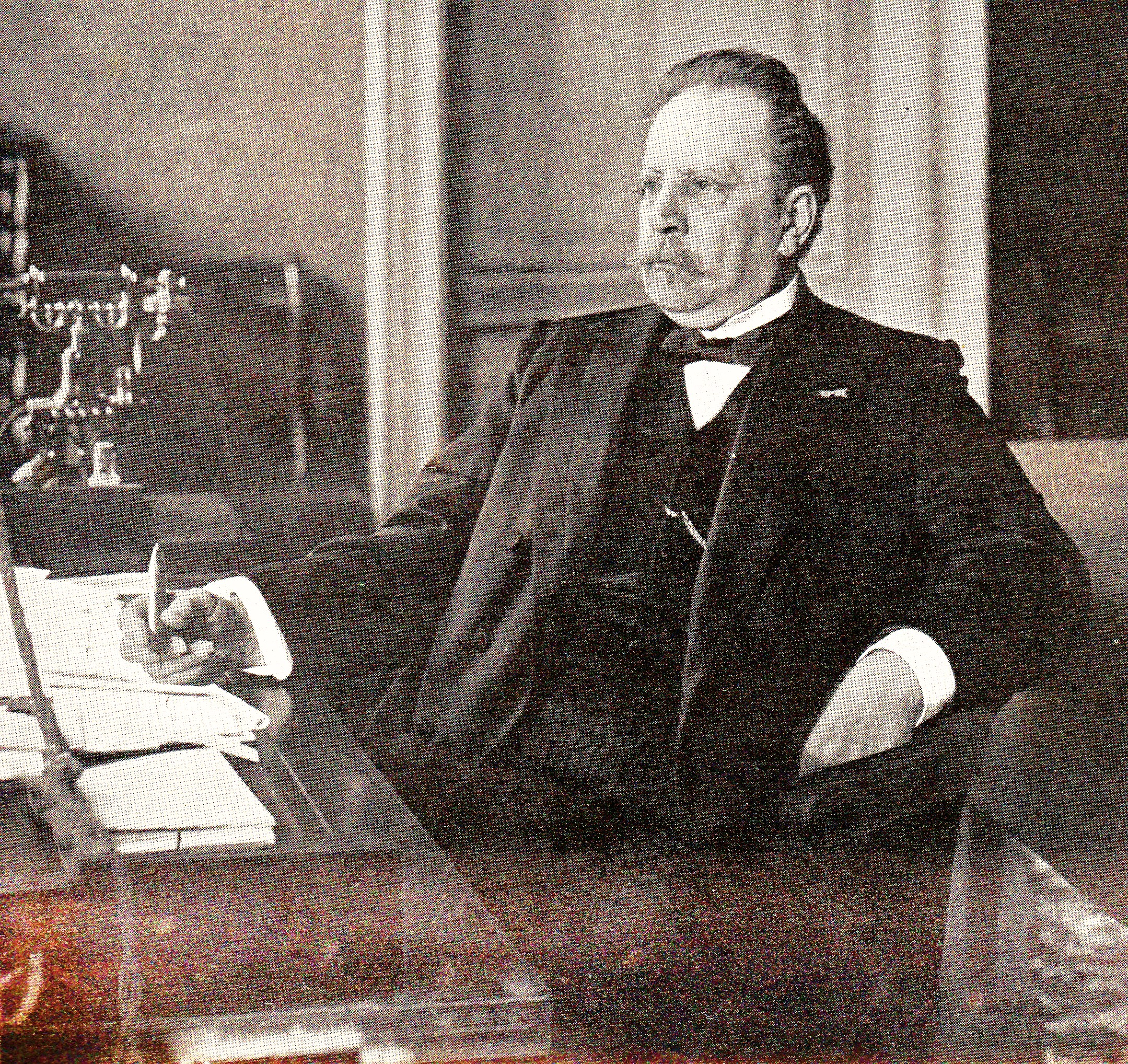
Coenraad Kerbert

Coenraad Kerbert (Monnickendam, 24 januari 1849 – Amsterdam, 8 september 1927) was een Nederlands bioloog en directeur van de Amsterdamse dierentuin Artis.

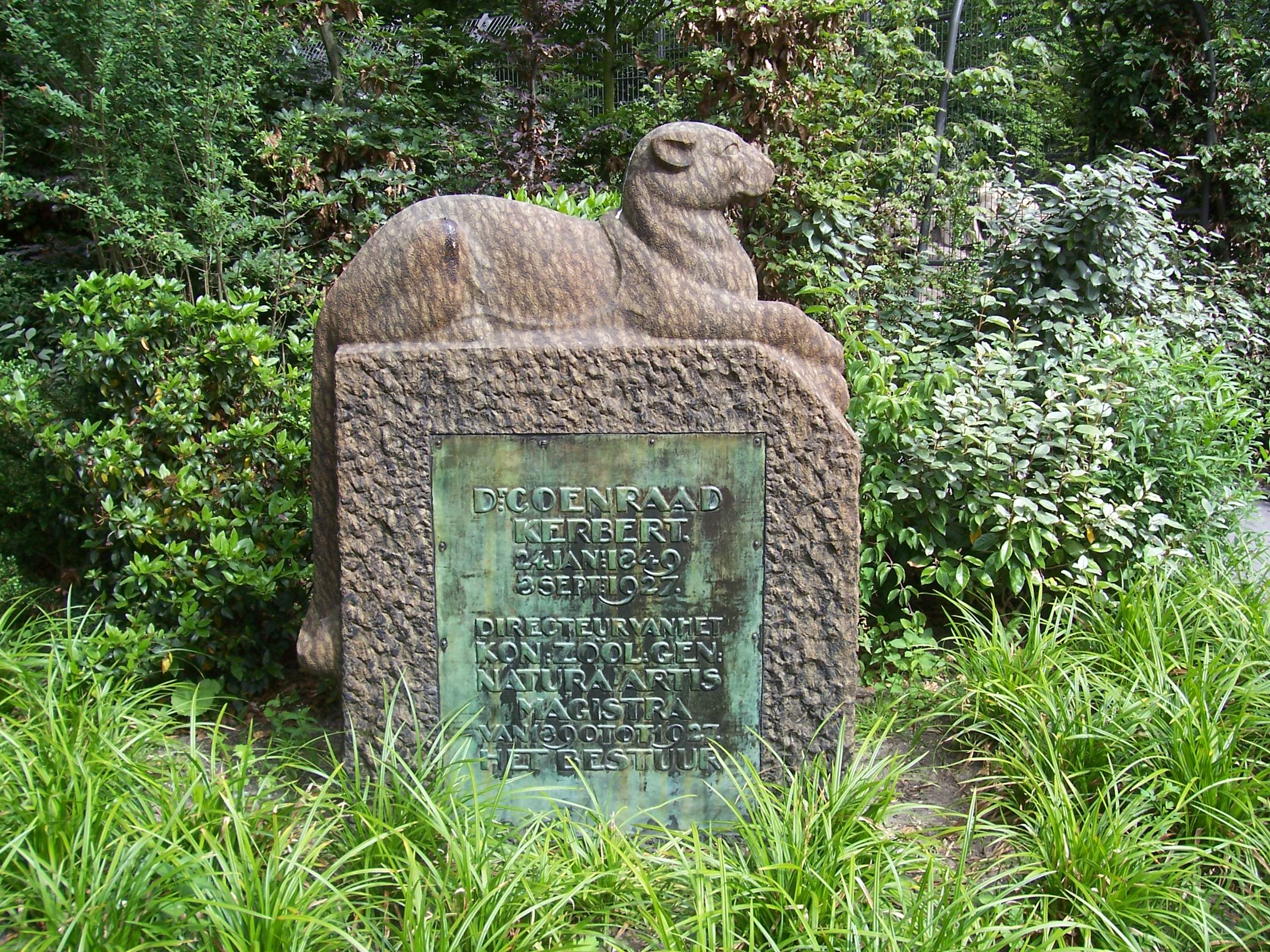
Grafmonument uit 1927, in 1990 verplaatst naar dierentuin Artis

Kerbert werd geboren als eerste kind van de Luthers predikant Coenraad Kerbert sr. en Antje Zwaardemaker. Hij volgde de lagere school in Leiden en de Fransche school in Amsterdam. Vanaf 1861 ging hij naar het Stedelijk Gymnasium en vanaf 1865 naar een particuliere Latijnse school. In 1867 werd Kerbert toegelaten aan het Atheneum Illustre. Hij studeerde biologie in Amsterdam en Leipzig en vanaf 1869 tevens medicijnen aan de Universiteit van Utrecht. Hij studeerde in 1875 af en promoveerde in 1876 te Leipzig op het proefschrift Ueber die Haut der Reptieliën und anderer Wirbeltiere.
Op 15 november 1877 werd hij assistent aan het Zoölogisch Laboratorium in Amsterdam. In 1878 werd hij daarnaast tevens leraar plant- en dierkunde aan de Gemeentelijke Kweekschool. Tot zijn leerlingen behoorden Eli Heimans en Jac. P. Thijsse. Kerbert werd in 1882 hoofdconservator van het aquarium van Artis. In 1883 werd hij privaatdocent aan de Gemeentelijke Universiteit te Amsterdam en in 1885 lector in de zoölogie.
Per 16 juni 1890 werd Kerbert directeur van Artis, als opvolger van oprichter Gerard Westerman. Hij streefde ernaar de dierentuin, die destijds een sociëteit voor deftige Amsterdammers was, open te stellen voor iedereen. 
In 1901 behoorde Kerbert tot de oprichters en eerste bestuursleden van de Nederlandsche Ornithologische Vereeniging (NOV), de voorloper van de Nederlandse Ornithologische Unie (NOU).
Kerbert werd in 1924 ziek en overleed in 1927 op 78-jarige leeftijd in zijn directiekamer. Hij werd op dinsdag 13 september 1927 begraven op de Nieuwe Oosterbegraafplaats. In 1928 werd het nieuwe leeuwenverblijf van Artis naar Kerbert vernoemd. In 1990 werd Kerberts grafmonument door de familie geschonken aan Artis. Het verhuisde van de begraafplaats naar de dierentuin. Het werd, met zes tuinornamenten, aangewezen als rijksmonument.
- Digitale Bibliotheek voor de Nederlandse Letteren: kerb008
- Gemeinsame Normdatei: 11613139X
- International Standard Name Identifier: 0000 0000 1061 9035
- Nederlandse Thesaurus van Auteursnamen: 168709635
- RKD-Nederlands Instituut voor Kunstgeschiedenis: 445190
- Virtual International Authority File: 74595364
- WorldCat: E39PBJbCHPKDP3JFHYfjfRHKVC